# Eparchie Sohag
Die Eparchie Sohag (lateinisch Eparchia Sohagensis) ist eine in Ägypten gelegene Eparchie der koptisch-katholischen Kirche mit Sitz in Sohag.

## Geschichte
Die Eparchie Sohag wurde am 13. September 1981 durch Papst Johannes Paul II. aus Gebietsabtretungen der Eparchie Luxor errichtet.

## Bischöfe der Eparchie Sohag
- Morkos Hakim OFM, 1982–2003
- Youssef Aboul-Kheir, 2003–2019
- Basilios Fawzy Al-Dabe, 2019–2020, dann Bischof von Minya
- Thomas Halim Habib, seit 2020

## Statistik
| Jahr | Bevölkerung | Bevölkerung | Bevölkerung | Priester     | Priester         | Priester       | Priester               | Ständige Diakone | Ordensleute  | Ordensleute      | Pfarreien |
| Jahr | Katholiken  | Einwohner   | %           | Gesamtanzahl | Diözesanpriester | Ordenspriester | Katholiken je Priester | Ständige Diakone | Ordensbrüder | Ordensschwestern |           |
| ---- | ----------- | ----------- | ----------- | ------------ | ---------------- | -------------- | ---------------------- | ---------------- | ------------ | ---------------- | --------- |
| 1990 | 12.000      | ?           | ?           | 17           | 17               |                | 705                    |                  |              | 28               | 23        |
| 2000 | 12.225      | ?           | ?           | 19           | 19               |                | 643                    |                  |              |                  | 20        |
| 2004 | 12.560      | ?           | ?           | 18           | 18               |                | 697                    |                  |              | 24               | 20        |
| 2010 | 12.680      | ?           | ?           | 24           | 24               |                | 528                    |                  |              | 26               | 20        |
| 2014 | 13.553      | ?           | ?           | 23           | 23               |                | 589                    |                  |              | 32               | 22        |
| 2017 | 12.705      | ?           | ?           | 27           | 27               |                | 470                    |                  |              | 48               | 24        |
| 2020 | 14.480      | ?           | ?           | 27           | 23               | 4              | 536                    |                  | 4            | 33               | 23        |